# Bystřice pod Hostýnem
Bystřice pod Hostýnem là một thị trấn thuộc huyện Kroměříž, vùng Zlínský, Cộng hòa Séc.